# تانوما اوکیتسوگو
تانوما اوکیتسوگو (به ژاپنی: 田沼意次 Tanuma Okitsugu); (۱۱ سپتامبر ۱۷۱۹ – ۲۵ اوت ۱۷۸۸) یک سیاستمدار اهل ژاپن بود. یک کاخ‌دار ("سوباشو") و یک مشاور ارشد («روجو») شوگون از شوگون‌سالاری توکوگاوا توکوگاوا ایه‌هارو، در دوره ادو ژاپن بود. تانوما و پسرش قدرت فوق‌العاده‌ای به‌ویژه در ۱۴ سال آخر سلطنت شوگون ایه‌هارو اعمال کردند. او به خاطر اصلاحات اقتصادی دوران تنمی و فساد گسترده شهرت دارد. او همچنین یک «دایمیو» از دامنه ساگارا بود. تانوما از عنوان تانوما نو کامی Tonomo-no-kami استفاده می‌کرد.